# Francesco Santafede
Francesco Santafede (Naples, ???? - ????) est un peintre italien de la Renaissance qui fut actif au XVIe siècle  principalement à Naples.

## Biographie
Francesco Santafede, père du peintre Fabrizio Santafede (1560-1634) fut également son maître.
Il a été un collègue de Francesco Imparato et comme son fils issu de l'atelier d'Andrea Sabbatini (Andrea di Salerno).
Néanmoins son style se rapproche plus du Pérugin et de  Giovanni Filippo Criscuolo.

## Œuvres
- Annonciation, église Madre di Paola, Naples.
- Déposition de la Croix,
- Pietà, retable, église santa Maria del Monte, Naples.
- Résurrection du Christ, chapelle, église Monte della Pietà, Naples[2].

## Sources
- (en) Cet article est partiellement ou en totalité issu de l’article de Wikipédia en anglais intitulé « Francesco Santafede » (voir la liste des auteurs).